# Pyrroline
Die Pyrroline oder Dihydropyrrole sind eine Stoffgruppe in der organischen Chemie. Zu ihnen zählen drei heterocyclische Verbindungen sowie ihre Derivate. Die drei Grundstrukturen dieser Gruppe, die sich in der Lage ihrer Doppelbindung unterscheiden, sind das cyclische Imin 1-Pyrrolin, das cyclische Enamin 2-Pyrrolin sowie das cyclische Amin 3-Pyrrolin. Ihre Grundstruktur leitet sich von Pyrrol ab, aus welchem sie formal durch die Hydrierung einer Doppelbindung hervorgehen.
|            |            |            |
| 1-Pyrrolin | 2-Pyrrolin | 3-Pyrrolin |

Pyrroline stellen ein Strukturelement der komplexer aufgebauten Porphyrine dar. Diese bestehen aus zwei abwechselnd angeordneten Paaren von Pyrrol und Pyrrolin, die mittels Methingruppen verbrückt sind.

## Vorkommen

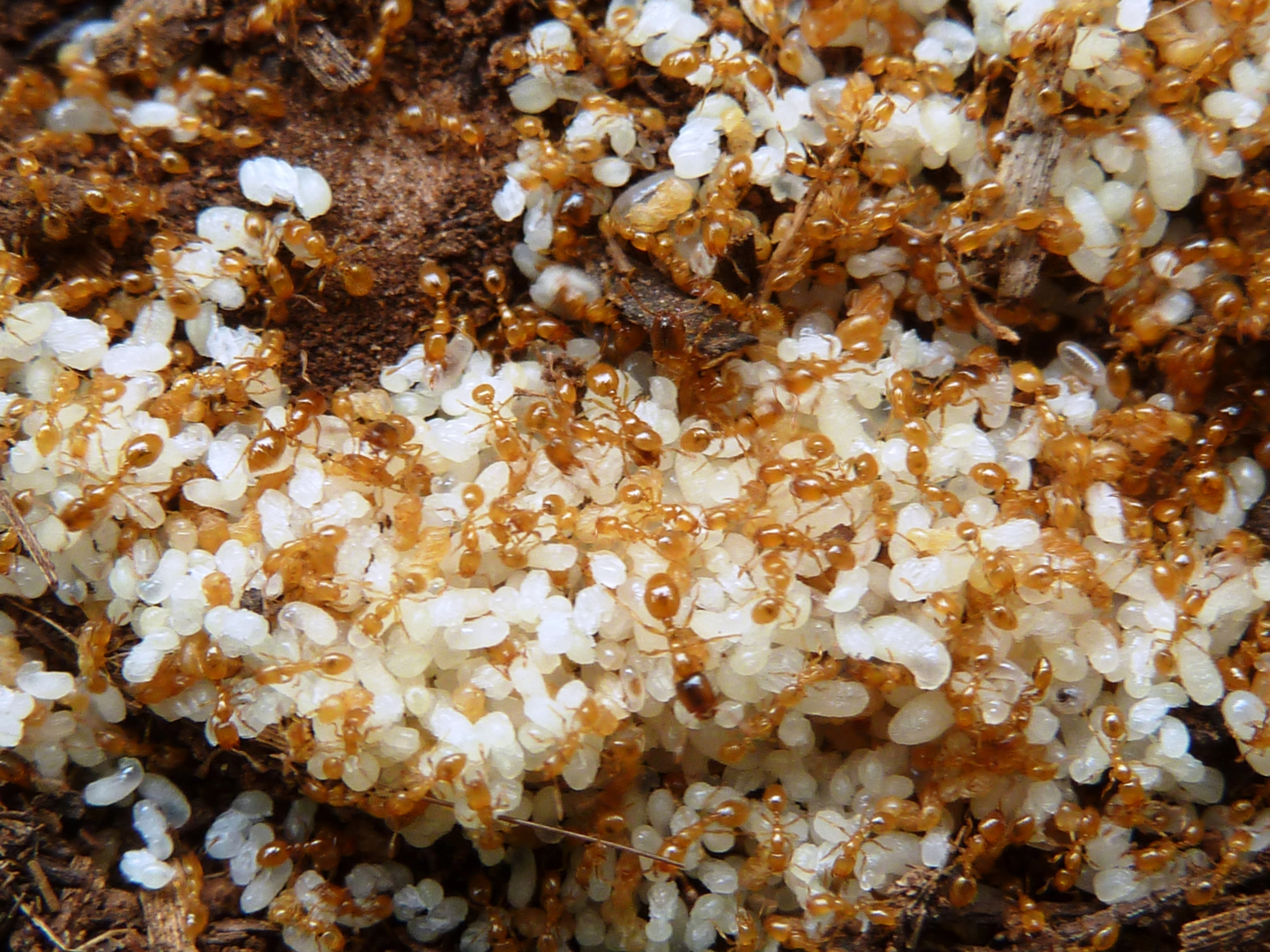
Feuerameise (Solenopsis punctaticeps)

1-Pyrrolin wurde als Oxidationsprodukt von Putrescin in vielen Pflanzen wie Pfirsichfrüchten, Weizen, Mais und Spinatblättern sowie als Bestandteil des Giftsekretes der Feuerameisenart Solenopsis punctaticeps gefunden.